# Stonehouse (Lanarkshire Meridionale)
Stonehouse (Stanehoose in lingua scots) è una località della Scozia, situata nell'area di consiglio del Lanarkshire Meridionale.